# 水澤乃乃
水澤乃乃（日语：水沢 のの，1993年9月6日—）是日本的AV女優，新潟县出身。屬於NEWGATE（ニューゲート）事務所。

## 簡歷
2013年9月，成為Maxing専屬AV女優首次登場。在出道之前是一位模特兒。
2014年3月，她被提名成人廣播獎2014年新人女優獎，最後獲得的是新設立的週刊大衆獎。
2015年3月，獲得成人廣播獎2015年隨選網站獎。
2015年6月，在官方部落格發表AV女優身分引退消息。而部落格上拍攝的影片中也透露，因為忙碌的工作已經阻礙到了大學的課業。
興趣是散步、跑步。專長是人工觀察。

## 作品

### AV
※皆為Maxing専屬
2013年
- 新人（9月16日）
- 肉食系エログラマラス（10月16日）
- 至高のぬるぬる競泳水着×水沢のの（11月16日）
- 淫乱痴女ナース×水沢のの（12月16日）

2014年
- ザーメン面汚し顔射洗礼（1月16日）
- 8頭身モデルバス痴漢レイプ（2月16日）
- 水沢のの×ボンテージQUEEN（3月16日）
- 犯りまくる淫乱ドS女教師（4月16日）
- 風俗ちゃんねる36（5月16日）
- 屈辱の全裸美人秘書（6月16日）
- 日焼けあと×ガチンコFUCK 水沢のの（7月16日）
- Premium PEACH Hip ～性熟美尻～ （8月16日）
- 完全主観！水沢ののと夢の同棲性活。（9月16日）
- 猛虐青姦レイプ（10月16日）
- とおり雨 ～しとどに濡れる秘肉～（11月16日）
- 昏睡キメセク ～媚薬×催眠×泥酔～（12月16日）

2015年
- 別顔キャビンアテンダント（1月16日）
- 欲情温泉旅行 淫猥の旅 一泊二日（2月16日）
- 未亡人奴隷（3月16日）
- 究極の美女が施す魅惑のマッサージ（4月16日）
- 精子ヌキ狂い30連発! （5月16日）
- 完全引退 緊縛肉奴隷 （6月16日）

### 裸體寫真
- 官能小説 ポルノグラフィア 「タントラセックス」（2014年3月14日、東映）

## 外部連結
- 水沢ののの「ののの瞳に恋してね」 - 官方Blog（2013年9月20日 - ）
- 水澤乃乃的X（前Twitter）（2013年8月13日 - ）
- 水澤乃乃的Facebook專頁
- NEWGATE - 所属事务所